# Brøndbyvester
Brøndbyvester er en bydel i Storkøbenhavn og samtidig den mindste af Brøndby Kommunes tre meget forskellige bydele i det københavnske forstadsområde på Vestegnen. Hele Brøndby-bydelen har 38.849 indbyggere  (2024). Brøndbyvester afgrænses mod Brøndbyøster af Vestvolden og mod Brøndby Strand af Den grønne Kile. Den skiller sig ud fra Brøndbyøster og Brøndby Strand ved ikke at have højhusbebyggelse. I kernen af bydelen ligger Brøndbyvester Landsby, der stadig er en ægte landsbydel med smalle stræder og stråtækte huse.
Bydelen består af en blanding af parcelhuse, rækkehuse og lavt etagebyggeri. Det ældste parcelhuskvarter "Vesterled" vest for Søndre Ringvej er fra 1920'erne, mens de første rækkehuse blev opført i den nordlige del af bydelen omkring 1943 og de første etageejendomme i slutningen af fyrrerne.
Bydelen grænser i øvrigt op til Glostrup Kommune, Albertslund Kommune og Vallensbæk Kommune.
I bydelen ligger kommunens rådhus, Brøndby Stadion, Idrættens Hus og Brøndbyhallen. I nærheden af rådhuset findes også kommunens vartegn, Brøndbyvester Mølle.
Brøndbyvester Kirke, hvor Grundtvig indgik sit andet ægteskab, er den gamle landsbys ældste bygning (fra omkring 1100-tallet), men landsbyen rummer også andre gamle bygninger, fx Frederik 4.'s Rytterskole fra 1721 og Seminariehuus, der i begyndelsen af 1800-tallet var en del af landsbyens præstegårdsseminarium, hvor man uddannede landsbydegne.
I landsbyen finder man også flere af de tidligere gårde, der i dag typisk ejes af kommunen, og anvendes til almennyttige formål.
Bydelen rummer også tre større erhvervsområder: Ragnesminde, Kirkebjerg og Priorparken. Erhvervsområdet Kirkebjerg dog på vej til at blive nedlagt for store deles vedkommende og ombygget til et boligområde. Mange erhvervsbygninger er allerede fjernet, og boligerne på vej til at blive opført, og de første beboere er flyttet ind (forår 2021).

## Folkeskoler
Bydelen har siden 2010 haft én folkeskole, Brøndbyvester Skole med to forskellige afdelinger.
- Krogagervej (elever fra 0. til 3. klasse)
- Tornehøj (elever fra 4. til 9. klasse)

De to afdelinger har én fælles skoleleder.